# Алкімеда
Алкіме́да (грец. Ἀλκιμέδη) — персонаж давньогрецької міфології, дочка Філака (онук Еола) і Клімени (дочка Мінія), дружина царя Іолка Есона, мати ватажка аргонавтів Ясона. 
Пелій, брат Есона по матері, відняв у нього законну владу в Іолку. Щоб вберегти щойно народженого Ясона, Алкімеда оплакала його наче мертвонародженого, а потім потайки віднесла на гору Пеліон і віддала на виховання кентаврові Хірону. Коли Пелій змусив її чоловіка Есона покінчити самогубством і безжально розбив об підлогу палацу голову їхнього маленького сина Промаха, який народився вже після відплиття аргонавтів, Алкімеда покінчила з життям, проклявши узурпатора. 
За іншою версією, дружину Есона і мати Ясона звали Полімеда.